# IC 534
IC 534 је спирална галаксија у сазвјежђу Хидра која се налази на листи објеката дубоког неба у Индекс каталогу.
Деклинација објекта је + 3° 9' 1" а ректасцензија 9h 21m 15,6s. Привидна величина (магнитуда) објекта IC 534 износи 14,2 а фотографска магнитуда 15,0. Налази се на удаљености од 53,413 милиона парсека од Сунца. IC 534 је још познат и под ознакама UGC 4968, CGCG 34-33, PGC 26471.